# 양파
양파(洋파, Onion) 또는 둥근파는 수선화과의 부추아과 부추속에 속한 식물이다. 부추속은 보통 부추과에 분류되지만 백합과로 분류하는 사람도 있다. 알리움 케파를 백합과 파속으로 분류하기도 한다. 알리움 케파(Allium cepa)라는 학명은 부추속에 속한 양파 중에서도 영어로 garden onion, bulb onion, shallot이라고 부르는 것을 말한다. 영양 성분은 평균적으로 물 90.4%, 단백질 1%, 지방 0.1%, 탄수화물 7.6%이고, 양파 100g 속에 평균적으로 비타민C 7 mg, 칼슘 15 mg, 인 30mg이 들어 있다. 또한 케르세틴(Quercetin)성분도 함유하고 있다.

## 기원과 분포
양파의 원산지는 서남아시아와 지중해 지역으로 알려져 있으며 유럽 지역에서 1000년 가까이 재배된 것으로 생각된다. 알리움 케파(Allium cepa)는 경작되는 종이다. 하지만 동족 관계의 야생종이 중앙 아시아에서 자라는 것으로 알려져 있다. 가장 가까운 종은 이란에서 발견된 알리움 바빌로비(Allium vavilovii 포포프 & 베드.)와 알리움 아사렌세(Allium asarense R.M. 프리쉬 & 마틴)이다. 조하리와 호프는 바빌로비 종이 고유의 야생종인지 아니면 작물의 야생 변종인지는 의심이 간다고 말한 바 있다.

## 품종
양파는 매운맛이 약한 감미종과 매운맛이 강한 신미종으로 크게 나뉘고, 다시 비늘줄기의 색깔에 따라 황색·적색·백색계로 나뉜다. 감미종은 생식하는 데 많이 이용되고, 신미종은 조리에 주로 이용된다. 한국에서 재배되는 대부분의 품종은 신미종의 황색계이며, 대표적인 종이 천주황(泉州黃)이다. 또 생육기간의 장단에 따라 조생종·중생종·만생종으로 나누는데, 조생종은 온도만 적당하면 12시간 정도의 일장(日長)에서도 알이 잘 비대하나, 만생종은 일장이 그보다 길어야 비대한다.
- Allium cepa var. aggregatum – G. Don
- Allium cepa var. bulbiferum – Regel
- Allium cepa var. cepa – Linnaeus
- Allium cepa var. multiplicans – L.H. Bailey
- Allium cepa var. proliferum – (Moench) Regel
- Allium cepa var. solaninum – Alef
- Allium cepa var. viviparum – (Metz) Mansf.[6][7]

## 재배
대한민국에서는 8-9월에 모판에 파종하여 10월에 어린 모종을 밭에 정식하고, 다음 해 6월 무렵에 수확하는 가을뿌림재배가 대부분을 차지하고 있다. 봄에 파종하여 가을에 수확하는 봄뿌림재배를 하면 다음 해 1월 상순까지는 싹이 나지 않고, 그 뒤에 냉장하면 4월까지 저장할 수 있다. 봄뿌리재배는 강원도 대관령·인제등지의 고랭지에서 하고 있다. 이 밖에 3-4월에 파종하여 5월 중순경에 작은 알(球)을 수확하고 건조시켰다가 8월 무렵 밭에 심어 겨울부터 이른 봄에 수확하는 세트 재배방식도 있다.

## 이용
양파는 자극적인 냄새와 매운맛이 강한데, 이것이 육류나 생선의 냄새를 없앤다. 이 자극적인 냄새는 이황화프로필알릴과 황화알릴 때문이며, 이것이 눈의 점막을 자극하면 눈물이 난다. 삶거나 굽거나 튀기면 매운맛이 없어지고 단맛과 향기가 난다. 수프를 비롯하여 육류나 채소에 섞어 끓이는 요리에 사용되고, 카레라이스의 재료로서도 요긴하게 사용된다. 샐러드나 요리에 곁들이는 외에 피클의 재료도 된다. 샐러드로서 생식할 때에는 매운맛이 적고 색깔이 아름다운 적색계통의 양파를 주로 쓴다. 문화권마다 차이는 있지만 양파는 생 것, 얼린 것, 통조림에 넣은 것, 절인 것, 말린 것의 형태로 유통된다. 다지거나 썰어서 거의 모든 요리에 넣어 먹을 수 있다. 양념 형태로도 쓰이며, 조리된 요리, 샐러드에도 들어간다. 서양 요리에서는 양파 그 자체만 먹는 경우는 거의 없고, 종종 메인 요리와 곁들여 먹는다. 양파는 종류에 따라서 매운 것, 톡쏘는 것, 순한 것, 달달한 것 등이 있다. 어떤 문화권에서는 식초에 절인 양파는 간식으로 먹기도 한다. 특히 영국에서는 해물 요리 가게나 포테이토 프라이 가게에서 주 요리와 곁들여 내기도 한다. 양파는 인도의 주식 중 하나이다. 인도 요리하고 중화 요리의 기본 재료가 되고, 일본 음식에도 양파가 들어가는 음식이 많다. 인도 커리에 흔히 들어가며, 페이스트 형태로도 만들어져 주요리나 부 요리에 쓰이기도 한다. 중국 사람들이 기름진 음식을 많이 먹는데도 성인병에 안 걸리는 비결이 바로 양파에 있다. 과학 수업하고 관련, 현미경의 프레파라트 사용법을 가르칠 때에는 흔히 양파에서 떼어낸 조직을 쓴다. 양파에는 확대 비율이 작을 때에도 잘 보이는 비교적 큰 세포가 들어 있기 때문이다.
양파는 마늘과 달리 껍질을 까서 올라오는 매운맛의 냄새로 인해서 눈물을 흘리는 사람도 흔히 종종 볼 수 있는데 이때 물로 잘 씻어주면 좋다.

## 효능
- 소화작용 촉진(양파 특유의 매운맛과 자극적인 냄새는 유화알릴이라는 성분으로 소화액의 분비를 돕고 신진대사를 원활히 한다.)
- 비늘줄기에는 각종 비타민과 함께 칼슘·인산 등의 무기질이 들어 있어 혈액중의 유해 물질을 제거하는 작용이 있다.

## 역사

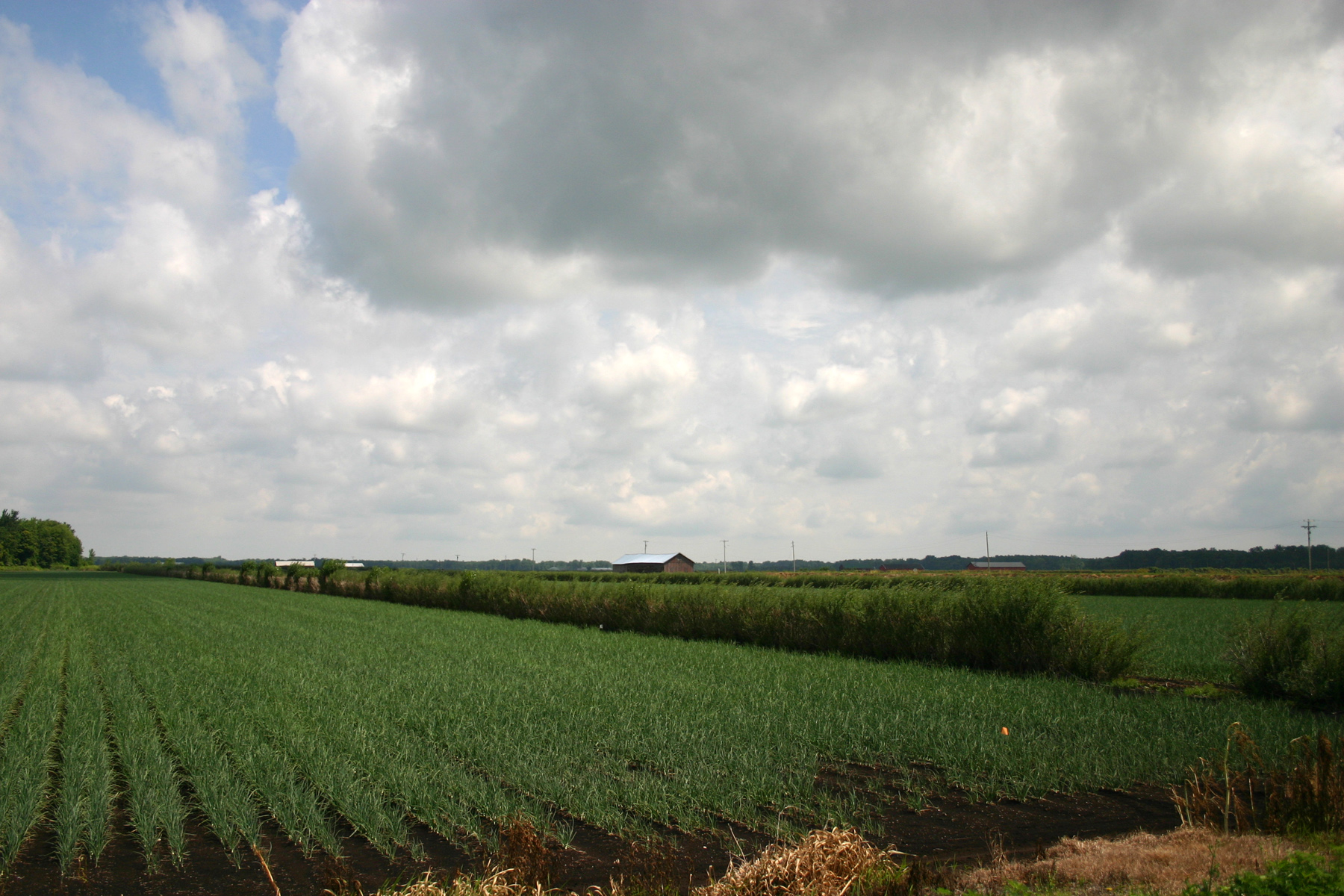
뉴욕주 엘바 근처의 양파밭.

양파는 수만 년 동안 인류의 양식으로 쓰였던 것으로 추정된다. Caananite의 청동기 시대 유적을 보면, 기원전 5000년까지의 연대로 추정되는 무화과 나무나 야자나무의 화석과 함께 양파의 흔적이 같이 발견되기도 하였다. 하지만, 이것들이 인위적으로 재배한 양파였는지는 확실하지 않다. 고고학적으로 따져서나, 옛 문헌 기록을 추적해서 살펴본 바에 의하면, 2000여 년이 지난 고대 이집트 시대 때부터 경작이 이루어지지 않았나 한다. 동시대에 리크(부추의 일종, 서양부추) 및 마늘이 경작되기 시작한 것으로 보인다. 이집트 피라미드를 만드는 데 동원된 일꾼들이, 무와 함께 양파를 먹었을 것으로 추측된다. 양파는 쉽게 번식하고 보관하고 운반할 수 있다. 이집트인들은 양파의 구형 모양과 동심원이 내세를 상징한다고 보았다. 이집트식 장례에도 사용된 것으로 추정되는데, 이 주장은 람세스 4세의 안와에서 양파의 형적이 발견된 것을 근거로 하고 있다. 이집트인들은, 양파가 망자와 함께 매장되면 양파의 강렬한 향이 망자의 숨을 다시 살려줄 것이라고 믿었던 것으로 추정된다. 고대 그리스에서는, 운동선수들은 많은 양의 양파를 섭취하였는데, 혈액(체액)의 균형을 바로 잡아 준다고 믿었기 때문이다. 로마 시대의 검투사들은 근육을 강화하기 위해 양파를 으깨 발랐다고 한다. 중세 시대 때, 양파는 꽤 중요한 식품이었으며, 집세를 양파로 대신 내거나, 선물로서 양파를 주고 받았다 한다. 일부 문화권에서 의사들은 두통을 더는 데 좋다면서 양파를 처방하기도 하였으며, 뱀에 물린 데, 탈모가 심한 데에 양파를 권하기도 하였다. 1500년대 초반, 양파는 불임, 심지어는 개, 소, 애완용 동물의 불임까지에도 처방되었다 한다. 1492년, 크리스토퍼 콜럼버스가 아이티에 들르면서, 북아메리카로 양파가 전래되었다. 한국에는 동의보감에 자총(紫蔥:적양파)의 기록이 나온다. "자총(紫蔥)이라고 일컬어 맵지 않다"라고 기술하고 있다. 16세기 후반에서 최소 17세기 초반부터 먹어온 것.

## 양파 보관법
통풍이 잘되는 서늘한 곳에 걸어두는 것이 좋으며, 깐 양파 손질 후 남은 양파라면 밀폐 용기에 담아 냉동고에 냉장보관 하는 게 좋다. 온도는 -20도에서 최대 -30도를 유지하는 것이 좋다.

## 주요 국가별 생산량
2007년 기준, 세계 10대 양파 생산 국가와 생산량은 다음과 같다.
| 국가명   | 생산량(단위:톤) |
| -------- | --------------- |
| 중국     | 21,271,534      |
| 인도     | 8,178,300       |
| 미국     | 3,602,090       |
| 파키스탄 | 2,100,000       |
| 튀르키예 | 2,059,442       |

## 사진

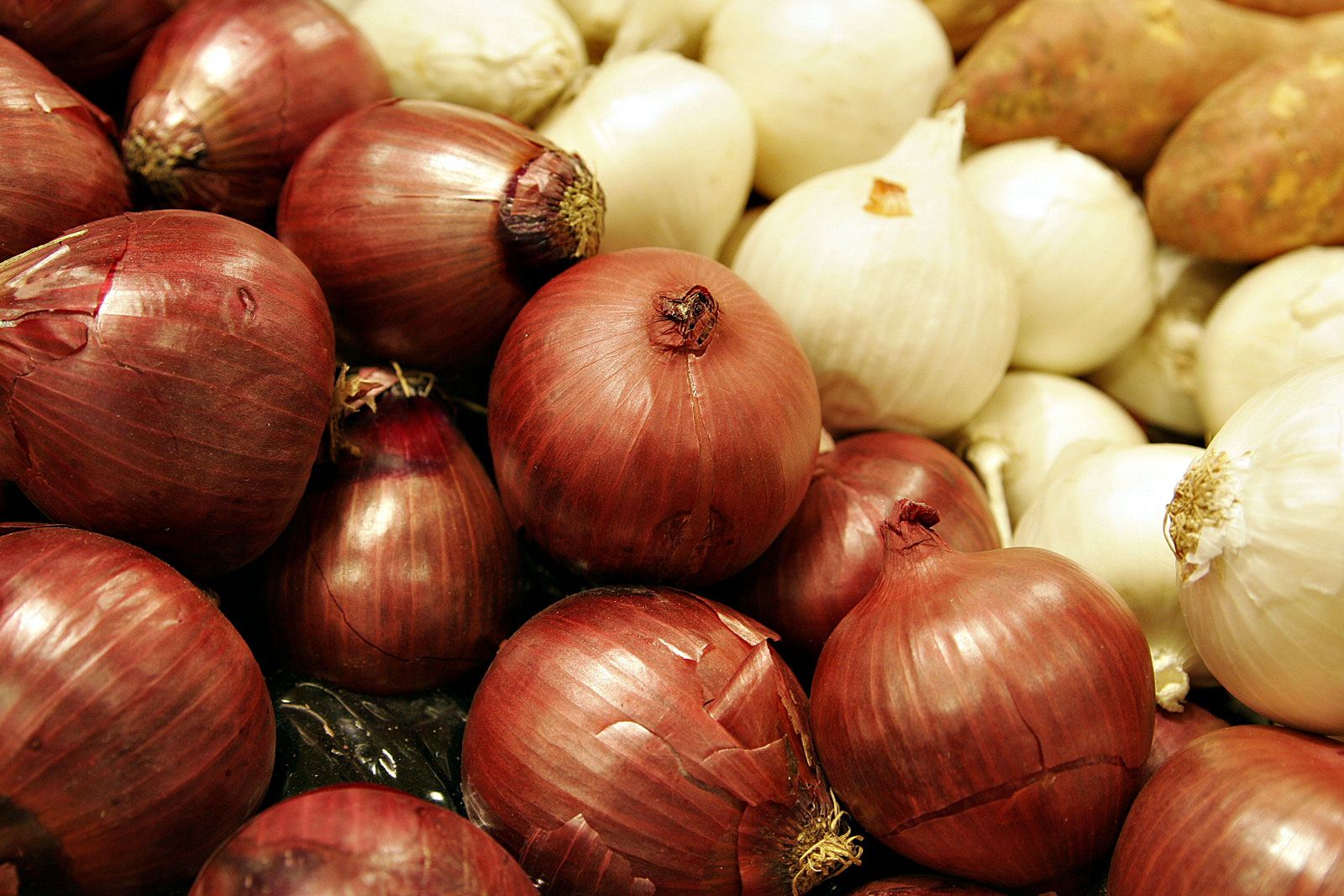
갈색 양파와 흰색 양파
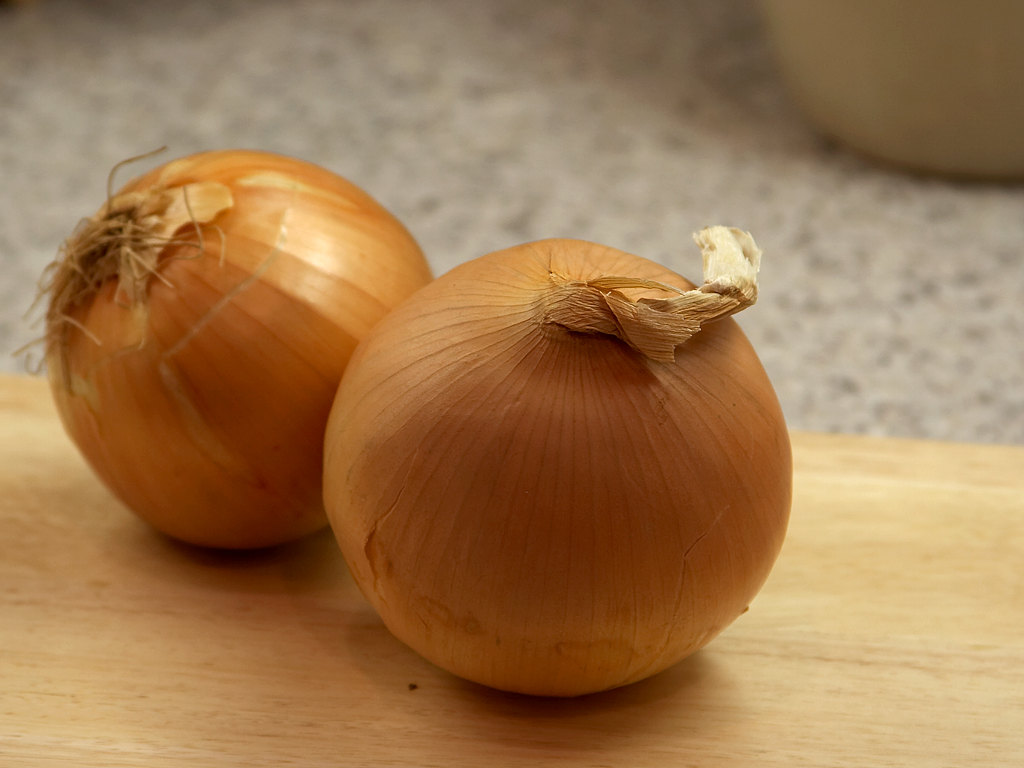
노랑 양파
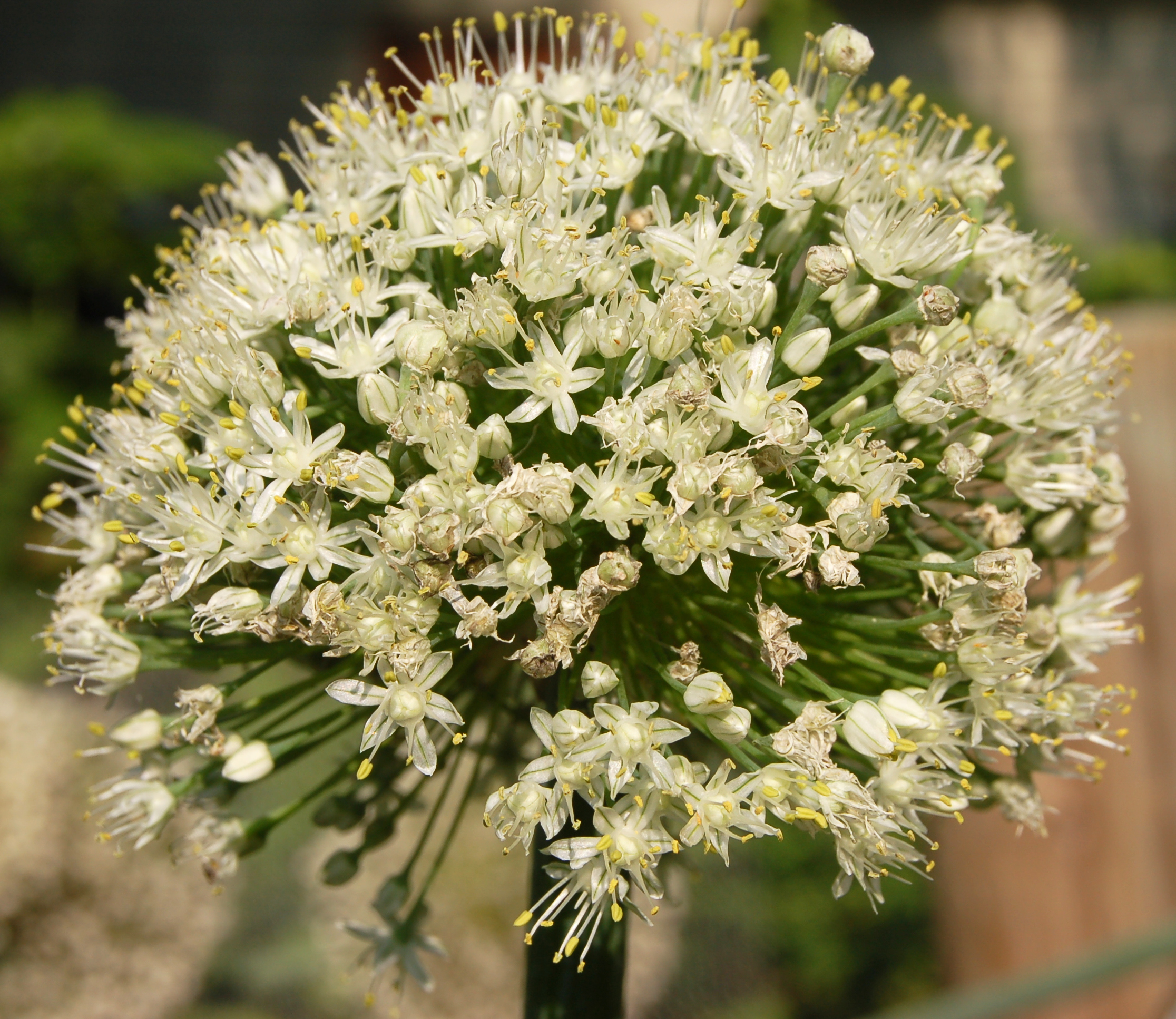
노랑 양파의 꽃 머리
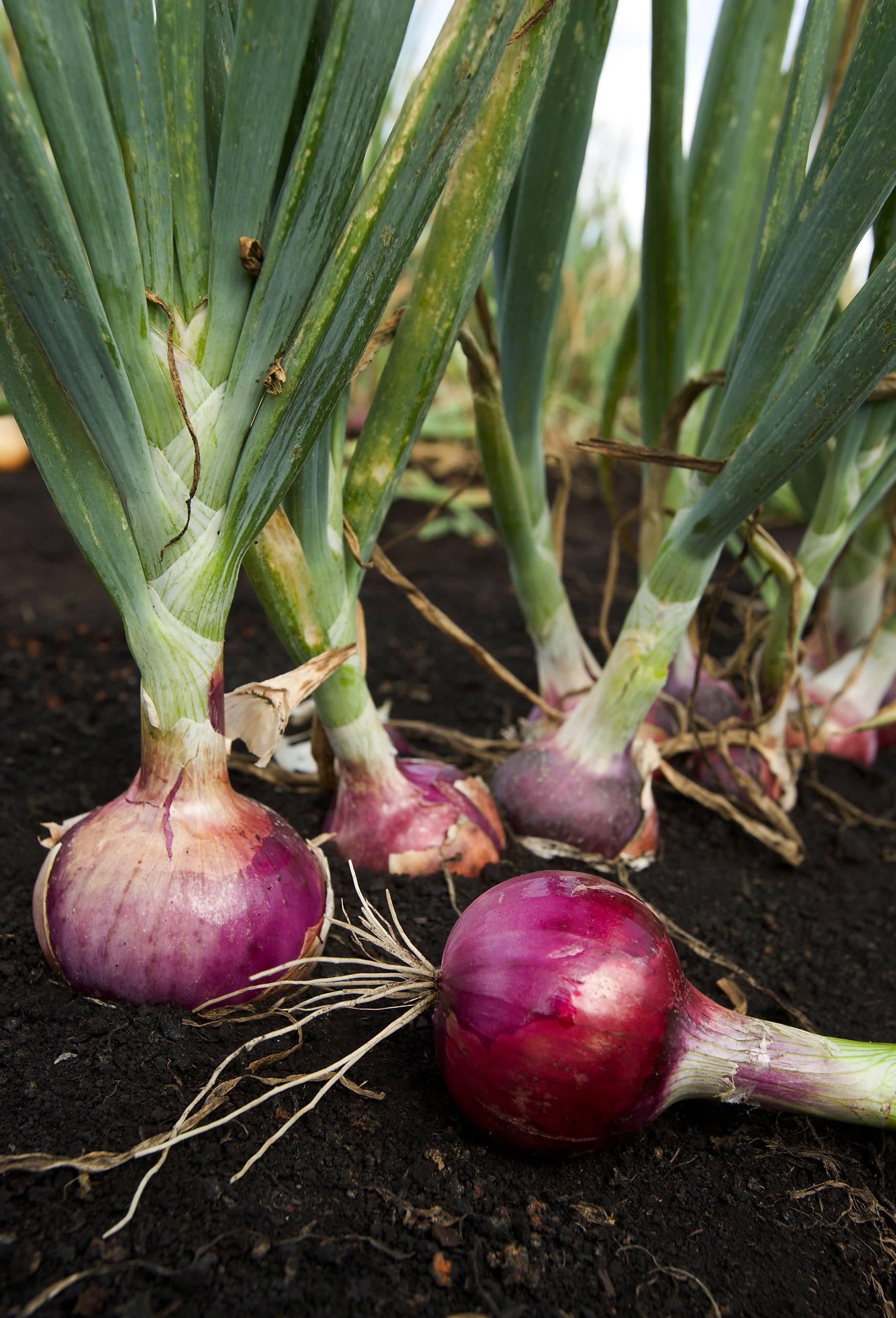
적양파
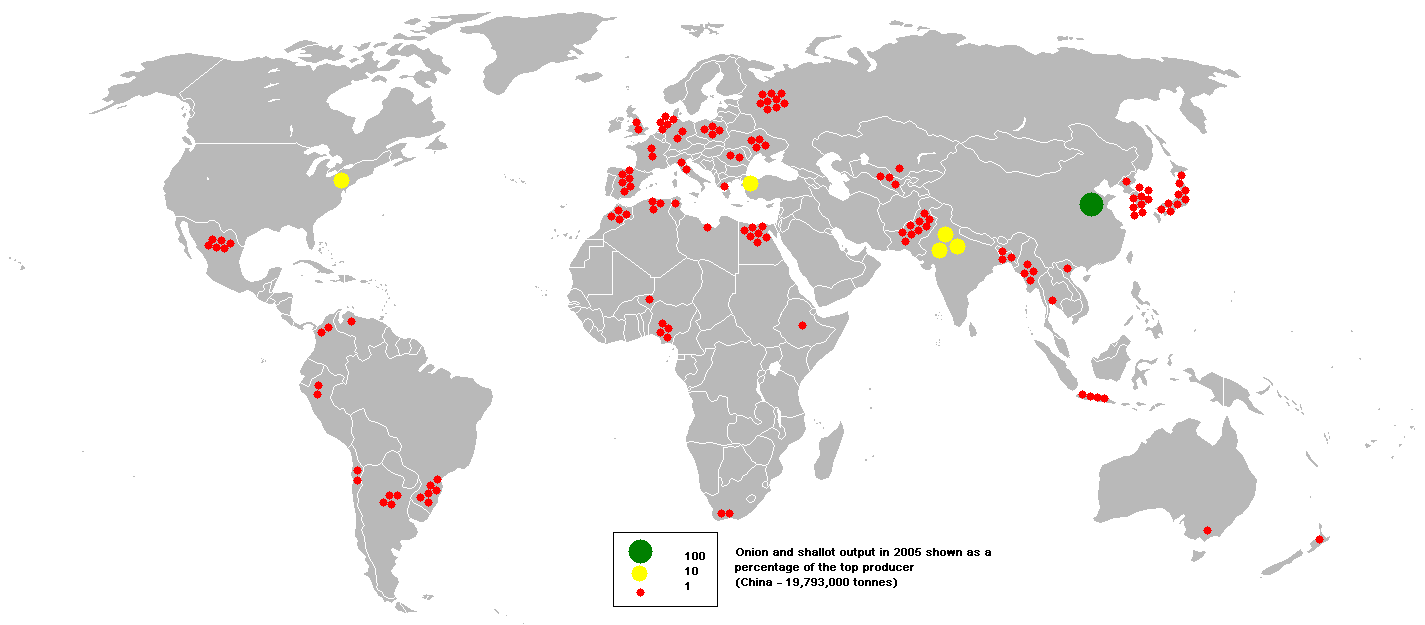
2005년, 양파와 셜롯(분구형 양파)의 산지
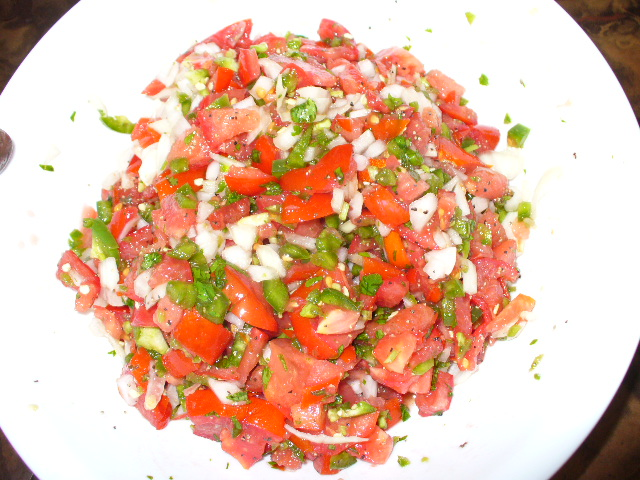
양파는 살사 소스에 들어간다.

## 같이 보기
- 한국양파생산자협의회
- 구슬양파
- 파
- 파
- 부추
- 차이브
- 마늘